# Casa el Laberinto
La Casa el Laberinto es una vivienda ubicada en el municipio almeriense de Carboneras, en España. Fue la última obra del arquitecto francés André Bloc, construida a principios de los años 1960.

## Historia
Planeada por André Bloc, la casa el Laberinto fue ideada como vivienda para su retiro y jubilación, aunque desgraciadamente falleció antes de haberse terminado las labores de construcción. La obra, iniciada en 1962 y supervisada por Claude Parent, terminó un año más tarde, con mano de obra procedente de Huércal de Almería y la propia Carboneras.

## Estilo
De inspiración mediterránea, aunque por otro lado rechazando sus costumbres, Bloc tomó ideas de las viviendas tradicionales de la cercana Mojácar, recibiendo también influencias de Antoni Gaudí, careciendo de puertas en su interior y con una gran cantidad de lucernarios. El arquitecto se inclinó por diseñar una vivienda dentro de una escultura, que además aprovechara la pendiente del terreno sobre el que se asienta.